# فلاح‌آباد (صومعه‌سرا)
فلاح آباد ، روستایی از توابع بخش تولم شهرستان صومعه‌سرا در استان گیلان در کشور جمهوری اسلامی ایران است.

## جمعیت
این روستا در دهستان تولم قرار دارد و براساس سرشماری مرکز آمار ایران در سال ۱۳۸۵، جمعیت آن ۴۱۳ نفر (۱۱۲خانوار) بوده‌است.